# Олехнович Едгар Станіславович
Едгар Станіславович Олехнович (біл. Эдгар Станіслававіч Аляхновіч, рос. Эдгар Станиславович Олехнович, нар. 17 травня 1987, Берестя) — білоруський футболіст, півзахисник клубу «Шахтар» (Солігорськ) та збірної Білорусі.

## Ігрова кар'єра
Вихованець СДЮШОР-5 (Берестя). Перший тренер — Анатолій Васильович Новак.
У дорослому футболі дебютував 2007 року виступами за «Динамо» (Берестя), в якому провів три сезони, взявши участь у 54 матчах чемпіонату. У першому ж сезоні разом з командою став володарем Кубка Білорусі.
До складу клубу БАТЕ приєднався на початку 2010 року, вигравши разом з командою низку національних трофеїв. Відіграв за борисовський клуб сім сезонів.
2017 року став гравцем солігорського «Шахтаря».

## Збірна
Дебютував у національній збірній Білорусі 21 березня 2013 року у товариській грі проти збірної Йорданії.

## Титули і досягнення

### Командні
- Чемпіон Білорусі (7): 2010, 2011, 2012, 2013, 2014, 2015, 2016
- Володар Кубка Білорусі (2) : 2009-10, 2014-15
- Володар Суперкубка Білорусі (6) : 2010, 2011, 2013, 2014, 2015, 2016

### Індивідуальні
- Майстер спорту міжнародного класу.